# Christine Petit

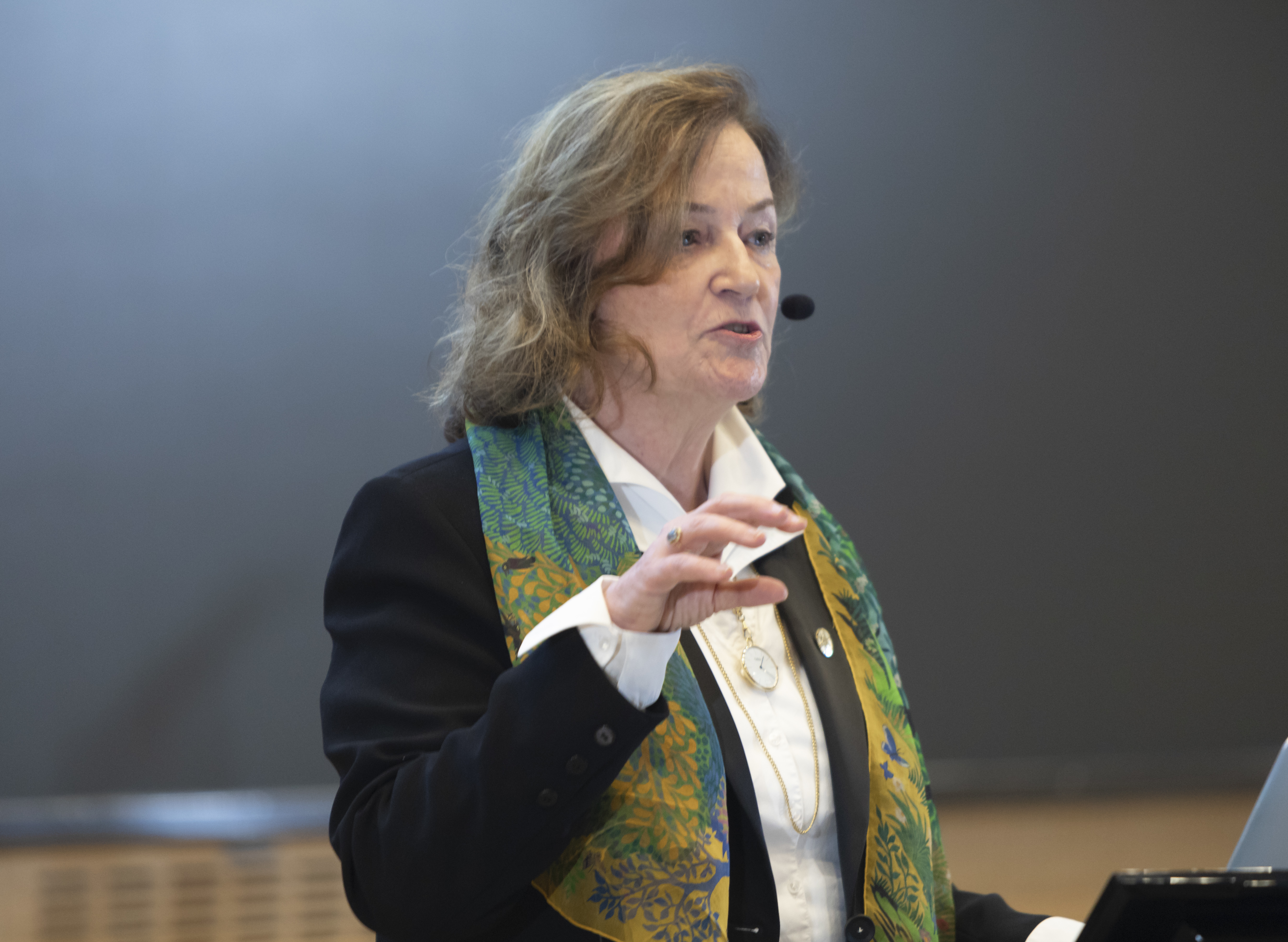
Christine Petit

Christine Petit (* 4. Februar 1948 in Laignes, Département Côte-d’Or) ist eine französische Medizinerin, Genetikerin und Molekularbiologin, die sich unter anderem mit Genetik von Sinnesdefekten beschäftigt.
Christine Petit studierte 1967 bis 1973 Medizin an der Universität Paris VI und wurde 1974 in Medizin an der Universität Paris V promoviert (wofür sie im Labor für Zellgenetik des Institut Pasteur arbeitete unter anderem bei Francois Jacob). Außerdem wurde sie 1982 in Naturwissenschaft und Biochemie an der Universität Paris VII promoviert. Als Post-Doktorandin war sie 1983/84 am Zentrum für Molekulargenetik des CNRS in Gif-sur-Yvette und 1982 am Institut für Immunologie in Basel. Ab 1975 war sie Wissenschaftlerin im Labor für Immunchemie des Institut Pasteur. 1985 wechselte sie ins Labor für Rekombination und Genexpression (bei Jean Weissenbach und Pierre Tiollais) und 1991 ins Labor für Humane Molekulargenetik (ebenfalls bei Weissenbach), dass sie 1993 bis 1996 leitete. 1995 bis 2001 war sie Leiterin einer CNRS Forschungsgruppe am Labor für das Säugergenom des Pasteur Instituts. 1998 bis 2001 leitete sie die Abteilung Biotechnologie des Pasteur Instituts.
Christine Petit ist Professorin am Institut Pasteur, wo sie seit 2006 die Abteilung Neurowissenschaft leitet und das Labor für Genetik von Defekten der Sinneswahrnehmung (Laboratory of Genetics of Sensory Defects), und am Collège de France (Professor für Genetik und Zellphysiologie).
Ihr Labor identifizierte die ersten Gene (DFNB 1, DFNB 2), die an angeborener Taubheit beteiligt sind, und identifizierten rund zwanzig weitere Gene. Zuvor hatten sie als Erste ein Gen identifiziert, dass an einer angeborenen Hörschwäche beteiligt war (Kallmann-Syndrom). Sie untersuchten die Pathogenese verschiedener Taubheitsformen am Mausmodell.
2002 wurde sie Mitglied der Académie des sciences (seit 1996 korrespondierendes Mitglied). Sie ist Ritter der Ehrenlegion (2002). Petit ist Mitglied der Academia Europaea (1999) und der European Molecular Biology Organization (EMBO). 2016 wurde sie in die National Academy of Sciences gewählt.

## Auszeichnungen
- 1999 Prix Charles-Léopold Mayer der französischen Académie des sciences
- 2001 Ernst Jung-Preis
- 2004 L’Oréal-UNESCO-Preis für Frauen in der Wissenschaft
- 2005 Bristol-Myers-Squibb Freedom to Discover Award in Neurowissenschaften
- 2006 Louis-Jeantet-Preis in Genf
- 2007 Grand Prix des Institutes Institut national de la santé et de la recherche médicale (INSERM)
- 2012 Brain Prize
- 2012 Pasarow Award
- 2018 Kavli-Preis für Neurowissenschaften
- 2020 Louisa-Gross-Horwitz-Preis
- 2021 Gruber-Preis für Neurowissenschaften